# Йожеф Тот (футболіст, 1951)
Йожеф Тот (угор. József Tóth, 2 грудня 1951, Мошонмадяровар — 11 серпня 2022) — угорський футболіст, що грав на позиції захисника.
Виступав, зокрема, за клуб «Уйпешт», а також національну збірну Угорщини.

## Клубна кар'єра
У дорослому футболі дебютував 1969 року виступами за команду «Печ», в якій провів шість сезонів, взявши участь у 132 матчах чемпіонату.
Своєю грою за цю команду привернув увагу представників тренерського штабу клубу «Уйпешт», до складу якого приєднався 1975 року. Відіграв за клуб з Будапешта наступні дев'ять сезонів своєї ігрової кар'єри. Більшість часу, проведеного у складі «Уйпешта», був основним гравцем захисту команди. За цей час він зі своєю командою виграв 2 чемпіонати Угорщини (1978, 1979) та 2 Кубки Угорщини (1982, 1983).
Згодом захищав кольори клубів МТК (Будапешт) та «Ержебеті», а завершив ігрову кар'єру у нижчоліговій фінській команді «Крафт», за яку виступав протягом 1987—1997 років, після чого працював з юнацької командою клубу.

## Виступи за збірну
10 листопада 1974 року дебютував в офіційних іграх у складі національної збірної Угорщини в товариському матчі проти Болгарії (0:0).
У складі збірної був учасником чемпіонату світу 1978 року в Аргентині, на якому зіграв у всіх трьох матчах проти Аргентини (1:2), Італії (1:3) та Франції (1:3), але Угорщина не подолала груповий етапу.
Згодом Йожеф поїхав і на наступний чемпіонат світу 1982 року в Іспанії. Там взяв участь у поєдинках із Сальвадором (10:1) та Аргентиною (1:4). У матчі проти Сальвадору він також забив свій єдиний гол за національну збірну, натомість Угорщина знову завершила турнір на груповому етапі.
Загалом протягом кар'єри у національній команді, яка тривала 10 років, провів у її формі 56 матчів, забивши 1 гол.

## Титули і досягнення
- Чемпіон Угорщини (2):

«Уйпешт»: 1977/78, 1978/79
- Володар Кубка Угорщини (2):

«Уйпешт»: 1981/82, 1982/83